# Посольство Польши в России
Посольство Республики Польша в Москве (пол. Ambasada Rzeczypospolitej Polskiej w Moskwie) — дипломатическая миссия Польши в России, расположена в Москве на Пресне на улице Климашкина, 4. Занимает комплекс зданий между улицей Климашкина и Большим Тишинским переулком. Здесь же находится Польский культурный центр в Москве.

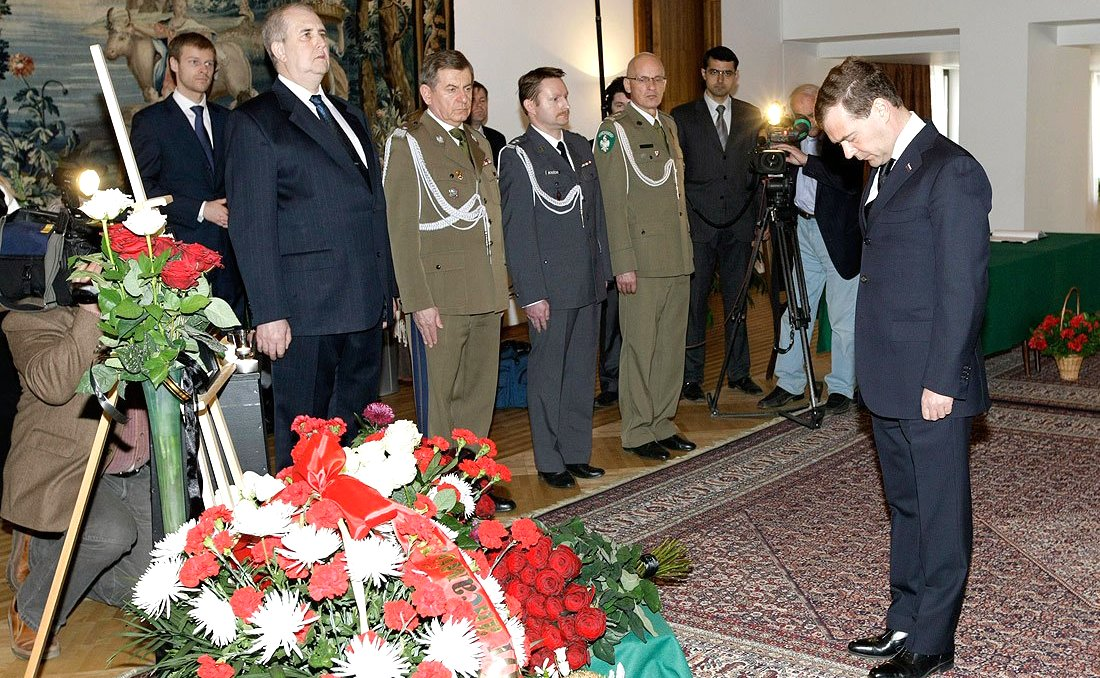
Посольство Польши, апрель 2010 года. Президент России Дмитрий Медведев отдаёт дань памяти трагически погибшего президента Польши Леха Качиньского.

- Адрес посольства: 123557, Москва, улица Климашкина, 4 (станции метро «Баррикадная», «Белорусская»).
- Чрезвычайный и Полномочный Посол Республики Польша в Российской Федерации с 2020 года — Кшиштоф Краевский.

Кроме посольства в Москве, Польша представлена в России Генеральными консульствами в Санкт-Петербурге, Калининграде и Консульское Агентство в Смоленске.

## Отделы посольства
- Политический отдел
- Пресс-отдел
- Отдел культуры и науки
- Бюро атташе по вопросам обороны
- Экономический отдел
- Консульский отдел (расположен со стороны Большого Тишинского переулка)

## Послы Польши в России
- Станислав Чосек (1991—1996)
- Анджей Залуцкий (1996—2002)
- Стефан Меллер (2002—2005)
- Виктор Росс (2005—2006), поверенный в делах
- Ежи Бар (2006—2010)
- Войцех Яцек Зайончковский (2010—2014)
- Катажина Пелчиньская-Наленч (2014—2016)
- Влодзимеж Александер Марчиняк (2016—2020)[1]
- Кшиштоф Краевский (с 2021 года)